# ويل ريتشاردسون (لاعب كرة قدم أمريكية)
ويل ريتشاردسون (بالإنجليزية: Will Richardson)‏ هو لاعب كرة قدم أمريكية أمريكي، ولد في 4 يناير 1996 في برلنغتون في الولايات المتحدة.

## وصلات خارجية
- ويل ريتشاردسون على موقع مرجع كرة القدم المحترفة.كوم (الإنجليزية)